# Horoatu Crasnei
Horoatu Crasnei es una comuna ubicada en el distrito de Sălaj, Rumania.

## Superficie
Posee una superficie de 84,39 kilómetros cuadrados.

## Demografía
Hasta 2021 la población era de 2522 habitantes, con una densidad de población de 29,89 habitantes por kilómetro cuadrado.